# Kostel Obrácení svatého Pavla (Žilina)
Kostel obrácení svatého Pavla je římskokatolický chrám ve městě Žilina, který se nachází na Mariánském náměstí. Jde o jednolodní barokní kostel se dvěma věžemi, které jsou jehlanovitě zakončeny (původně byly zakončeny typickým barokním způsobem ve tvaru cibule).

## Dějiny
Kostel byl postaven v letech 1743 až 1754 v barokním architektonickém stylu na místě starších měšťanských domů. Kostel patřil původně jezuitům)), ale po zrušení řádu jim byl odebrán. V současnosti dala v roce 1995 diecéze kostel do zprávy na 25 let kapucínům. Pro kostel používají místní obyvatelé i název „sirotársky“.

## Architektura
Kostel postavený v barokním slohu prošel později několika rekonstrukcemi. Na průčelí tohoto dvouvěžového chrámu se nachází socha patrona svatého Pavla (od roku 1988). Věže chrámu dosahují výšky 32 metrů. Interiér zdobí hlavní oltář sv. Pavla s obrazem od malíře Josefa Božetěcha Klemense. Barokní výzdoba interiéru pochází z 18. století.